# Љето када су ме крунисали
Љето када су ме крунисали је други соло студијски албум репера Сивила. Песме су у виду синглова електронски објављиване сваке среде, такозване #СивеСриједе, од 24. јуна до 9. септембра 2015. под окриљем издавачке куће Басивити диџитал.
У поређењу са његовим првим албумом Тамна страна среће, комерцијално овај албум је лошије прошао, али је свеједно побрао позитивне критике публике. Према подацима Јутјуба, песме „Feat. Цеца”, у којој се индиректно критикују ратни профитери деведесетих, „Дај гас” (гост: Плема) и „№1” стекле су велику популарност. Познати веб-сајт за интернет сатиру и меме 9gag поделио је видео-спот за песму „Feat. Цеца” који се састоји искључиво од кадра у већих женских груди у грудњаку које таласају горе-доле, које конотирају на српску певачицу Цецу Ражнатовић.
На албуму гостују хипхоп извођачи Бвана, Војко Врућина, Ива и Плема, а у песми „Издао си реп!” се као гости у позадини појављују легенде и утемељивачи хипхопа у Србији: Рексона, Бдат Џутим, Бвана, Струка, Ајс Нигрутин и Икац.

## Списак песама
| №   | Назив                          | Трајање |  |
| 1.  |                                | 3:08    |  |
| 2.  | Цеца                           | 3:46    |  |
| 3.  | Срећа ( Ива)                   | 3:26    |  |
| 4.  | Кипар ( Бвана и Војко Врућина) | 4:22    |  |
| 5.  | Цугопол                        | 4:20    |  |
| 6.  | Љубав се учи                   | 3:56    |  |
| 7.  | Издао си реп!                  | 2:58    |  |
| 8.  | Дај гас ( Плема)               | 3:50    |  |
| 9.  | За крај (а капела сајфер)      | 4:03    |  |
| 10. | Слави ме                       | 3:33    |  |
| 11. | Букање                         | 2:17    |  |